# Hellinsia biangulata
Hellinsia biangulata là một loài bướm đêm thuộc họ Pterophoridae. Nó được tìm thấy ở New Guinea